# Palaeolama
Palaeolama — вимерлий рід верблюдових, що існував з плейстоцену до голоцену (від 1,9 до 0,0034 млн років тому). Їхній ареал простягався від Північної Америки до міжтропічного регіону Південної Америки.

## Опис
Види палеолам були родичами сучасних ламінів, які жили в Новому Світі з плейстоцену приблизно 1,9 мільйона років тому до потенційно епохи голоцену приблизно 3353–4231 років до н. е.. Викопні рештки свідчать про те, що рід мав струнку голову, видовжену морду та кремезні ноги. Вони, ймовірно, важили близько 200 кілограмів або до 300 кілограмів, що перевищує вагу сучасних лам. Вони були спеціалізованими лісовими жителями і часто зустрічаються разом із ранніми непарнокопитними, тапірами, оленями та мамутами.